# Субконтинент
Субконтинент — крупная масса суши в составе какого-либо континента, которую по историческим и геотектоническим причинам отличают от остальных земель «материнского» континента.
В случаях, когда Северную и Южную Америку не рассматривают как самостоятельные континенты, их называют субконтинентами американского континента.
В современной практике понятие «субконтинент» применяется почти исключительно к Индийскому субконтиненту. Несмотря на то, что он географически относится к Азии, он образует собственную континентальную плиту. Вследствие столкновения индийской и евразийской плиты возникли Гималайские горы, растущие ввысь и в наши дни. Аналогичный процесс происходил и с Апеннинским полуостровом, столкнувшимся с Европой, что стало причиной возникновения Альп, однако из-за его небольших размеров говорить о субконтиненте не принято. В зависимости от определения Европа является субконтинентом Евразии. В результате её столкновения с азиатским материком несколько сотен миллионов лет назад возникли Уральские горы, которые на сегодняшний день уже по большей части эродированы.
В ходе истории Земли континенты неоднократно раскалывались и вновь сталкивались друг с другом. При этом возникали субконтиненты и после окончательного слияния с другими континентами вновь исчезали.